# FC Twente
Football Club Twente, viết tắt là FC Twente (phát âm tiếng Hà Lan: [ɛfˈseː ˈtʋɛntə]), là một câu lạc bộ bóng đá Hà Lan có trụ sở tại thành phố Enschede, tỉnh Overijssel thuộc vùng Twente, phía đông của đất nước Hà Lan.
FC Twente được thành lập năm 1965 dựa trên nền tảng của 2 câu lạc bộ chuyên nghiệp là Sportclub Enschede và Enschedese Boys. Biệt danh của đội là "The Tukkers". Sân vận động De Grolsch Veste là sân nhà của FC Twente, sức chứa của sân khoảng 24.000 khán giả. Hiện đội đang thi đấu ở Giải vô địch bóng đá Hà Lan (tiếng Hà Lan: Eredivisie).
Tại Giải vô địch bóng đá Hà Lan, Twente có 1 lần giành chức vô địch quốc gia (mùa bóng 2009-10). Thành tích nổi bật nhất của CLB tại đấu trường quốc nội là 3 lần giành Cúp Quốc gia Hà Lan (KNVB Cup) vào các năm 1977 và 2001 và 2011. Tại đấu trường châu Âu, đội bóng này từng lọt vào trận Chung kết cúp UEFA mùa bóng 1974–75, nhưng đã để thua trước CLB Borussia Monchengladbach của Đức. Ngoài ra, năm 2006, đội còn giành chức vô địch cúp UEFA Intertoto.

## Cầu thủ

### Đội hình hiện tại
Tính đến ngày 27/8/2024.
Ghi chú: Quốc kỳ chỉ đội tuyển quốc gia được xác định rõ trong điều lệ tư cách FIFA. Các cầu thủ có thể giữ hơn một quốc tịch ngoài FIFA.
| Số | VT | Quốc gia  | Cầu thủ                             |
| -- | -- | --------- | ----------------------------------- |
| 1  | TM | Đức       | Lars Unnerstall                     |
| 2  | HV | Hà Lan    | Mees Hilgers                        |
| 3  | HV | Thụy Điển | Gustaf Lagerbielke (mượn từ Celtic) |
| 4  | TV | Na Uy     | Mathias Kjølø                       |
| 5  | HV | Hà Lan    | Bas Kuipers                         |
| 6  | TV | Hà Lan    | Carel Eiting                        |
| 7  | TĐ | Hà Lan    | Mitchell van Bergen                 |
| 8  | TV | Hà Lan    | Youri Regeer                        |
| 9  | TĐ | Hà Lan    | Ricky van Wolfswinkel               |
| 10 | TĐ | Hà Lan    | Sam Lammers                         |
| 11 | TĐ | Hà Lan    | Daan Rots                           |
| 14 | TV | Hà Lan    | Sem Steijn                          |
| 16 | TM | Maroc     | Issam El Maach                      |

| Số | VT | Quốc gia     | Cầu thủ              |
| -- | -- | ------------ | -------------------- |
| 17 | HV | Bỉ           | Alec Van Hoorenbeeck |
| 18 | TV | Hà Lan       | Michel Vlap          |
| 19 | TV | Maroc        | Younes Taha          |
| 21 | TM | Hà Lan       | Sam Karssies         |
| 22 | TM | Ba Lan       | Przemysław Tytoń     |
| 23 | TV | Cộng hòa Séc | Michal Sadílek       |
| 24 | HV | Hà Lan       | Juliën Mesbahi       |
| 28 | HV | Hà Lan       | Bart van Rooij       |
| 30 | TĐ | Tunisia      | Sayfallah Ltaief     |
| 34 | HV | Hà Lan       | Anass Salah-Eddine   |
| 38 | HV | Hà Lan       | Max Bruns            |
| 41 | TV | Hà Lan       | Gijs Besselink       |

### Cho mượn
Ghi chú: Quốc kỳ chỉ đội tuyển quốc gia được xác định rõ trong điều lệ tư cách FIFA. Các cầu thủ có thể giữ hơn một quốc tịch ngoài FIFA.
| Số | VT | Quốc gia | Cầu thủ                                             |
| -- | -- | -------- | --------------------------------------------------- |
| —  | HV | Iceland  | Alfons Sampsted (tại Birmingham City đến 30/6/2025) |

### Các cầu thủ nổi tiếng từng thi đấu cho Twente
| - Eddy Achterberg - Nashat Akram - Marko Arnautovic - Billy Ashcroft - Berthil ter Avest - Kennedy Bakircioglü - Ronald de Boer - Michel Boerebach - Eljero Elia - Edson Braafheid - Scott Booth - Sander Boschker - John Bosman - Paul Bosvelt - Ellery Cairo - David Carney - Jason Culina - Dick van Dijk - Karim El Ahmadi - Orlando Engelaar - Giorgi Gakhokidze - Spira Grujić | - Jeroen Heubach - Nico-Jan Hoogma - Pieter Huistra - Kees van Ierssel - Jan Jeuring - Collins John - Martin Jol - René van de Kerkhof - Willy van de Kerkhof - Piet Keur - Hans de Koning - Mika Lipponen - Daniel Majstorovic - Rob McKinnon - Mitar Mrkela - Arnold Mühren - Youri Mulder - Antal Nagy - Claus Nielsen - Peter Niemeyer - Blaise Nkufo - Arthur Numan | - Niels Oude Kamphuis - Andy van der Meyde - Rahim Ouédraogo - Kenneth Perez - Prince Polley - Ransford Osei - Helmut Rahn - Bryan Ruiz - Fred Rutten - Manuel Sánchez Torres - Andy Scharmin - Piet Schrijvers - Theo Snelders - Jan Sørensen - Frans Thijssen - Hallvar Thoresen - Sharbel Touma - Jan Vennegoor of Hesselink - Rob Wielaert - Piet Wildschut - Luke Wilkshire - Ramon Zomer |